# Buen Pasto
Buen Pasto è un comune dell'Argentina situato nel dipartimento di Sarmiento, in provincia di Chubut.